# Шорт-сквіз

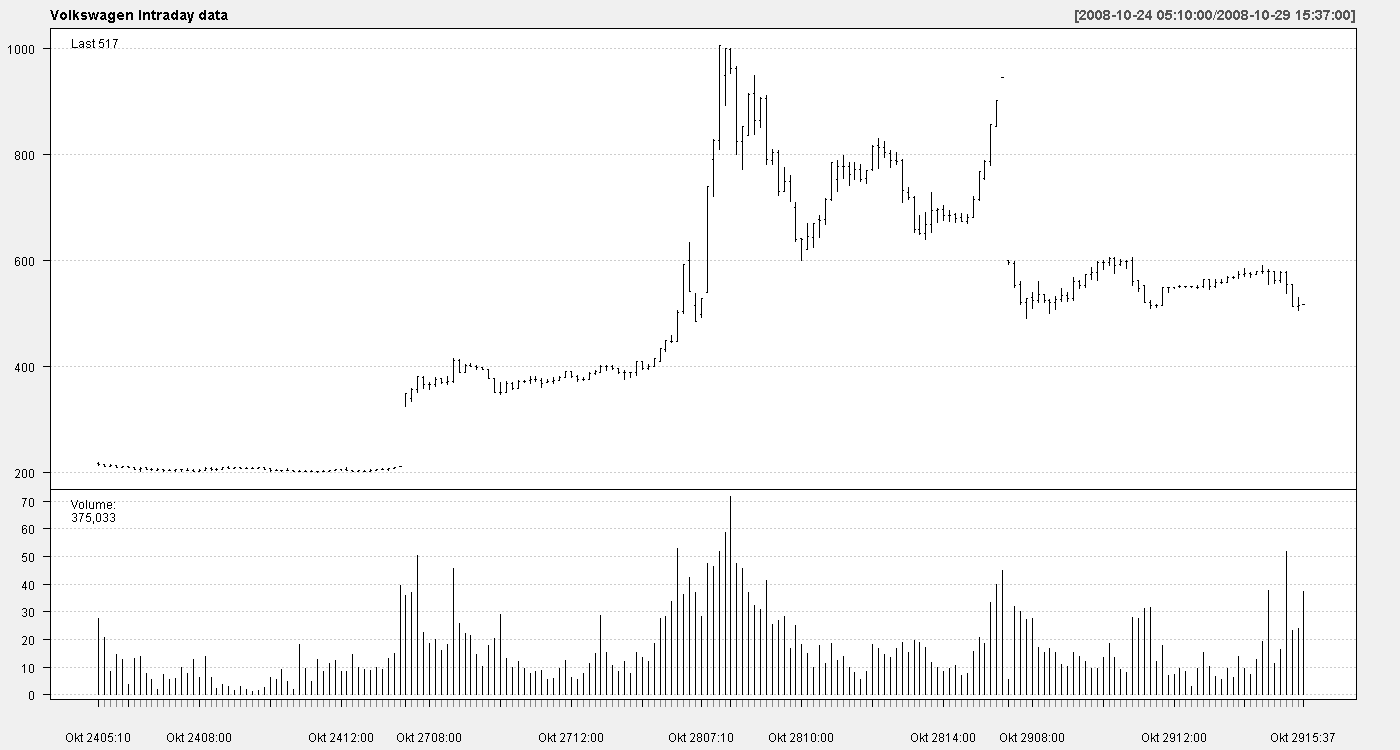
Діаграма, що показує рух і обсяг цін під час шорт-сквізу акцій Volkswagen у 2008 році.

Шорт-сквіз (англ. short squeeze) — швидке підвищення ціни акції на фондовому ринку, головним чином через надлишок коротких продажів цієї акції, а не інших фундаментальних факторів. Шорт-сквіз відбувається, коли спостерігається брак пропозиції і надлишок попиту на акції через те, що продавці, що грають на пониження, змушені відкуповувати акції для покриття своїх коротких позицій.

## Огляд
Короткий продаж — це фінансова практика, при якій інвестор, відомий як короткий продавець (англ. short seller) або продавець коротких позицій, позичає акції та негайно їх продає, сподіваючись викупити їх пізніше за нижчою ціною. Оскільки акції були позичені, короткий продавець повинен врешті-решт повернути їх позикодавцю (плюс відсотки та дивіденди, якщо вони є), а отже, отримує прибуток, якщо вони витрачають менше коштів на викуп акцій, ніж вони витратили при їх продажі. Однак несподівана сприятлива новина може спричинити стрибок ціни акцій, що призведе до збитків, а не до прибутку. Тоді продавців коротких позицій можуть бути змушені придбати акції, які вони позичили та продали до того, за вищою ціною, намагаючись утримати свої втрати від зростання, якщо ціна акцій зростатиме далі. Така ситуація називається шорт-сквізом.
Найвідоміший приклад шорт-сквізу останнього часу, це акції компанії GameStop, які зросли у ціні в десятки разів у січні 2021 року на хвилі напливу трейдерів з WallStreetBets, заохочених фінансовим аналітиком Кітом Гіллом.

## Приклади
У травні 1901 року Джеймс Хілл та Джеймс П. Морган боролися з Е. Гарріманом за контроль над Північною Тихоокеанською залізницею. На кінець дня 7 травня 1901 року обидві сторони контролювали понад 94 % акцій Northern Pacific, що перебували в обігу. Різке зростання цін на акції супроводжувалося шаленим коротким продажем акцій Northern Pacific третіми особами. 8 травня стало очевидно, що вільних акцій НП недостатньо для покриття відкритих коротких позицій, і що ні Хілл/Морган, ні Гарріман не бажають їх продавати. Це спричинило розпродаж на решті ринку, оскільки «шорти» НП ліквідовували свої активи, намагаючись отримати готівку для купівлі акцій НП, щоб виконати свої зобов'язання. Подальший крах фондового ринку, відомий як Паніка 1901 року, був частково пом'якшений перемир'ям між Хілл/Морганом і Гарріманом.
У жовтні 2008 року коротке падіння, спричинене спробою поглинання Porsche, тимчасово призвело до того, що менш ніж за два дні акції Volkswagen AG на індексі Xetra DAX зросли з 210,85 євро до понад 1000 євро, що на короткий час зробило її найдорожчою компанією у світі. Тодішній генеральний директор Porsche Венделін Відекінг був звинувачений у маніпулюванні ринком, але був виправданий судом Штутгарта.